# 셰흐리예

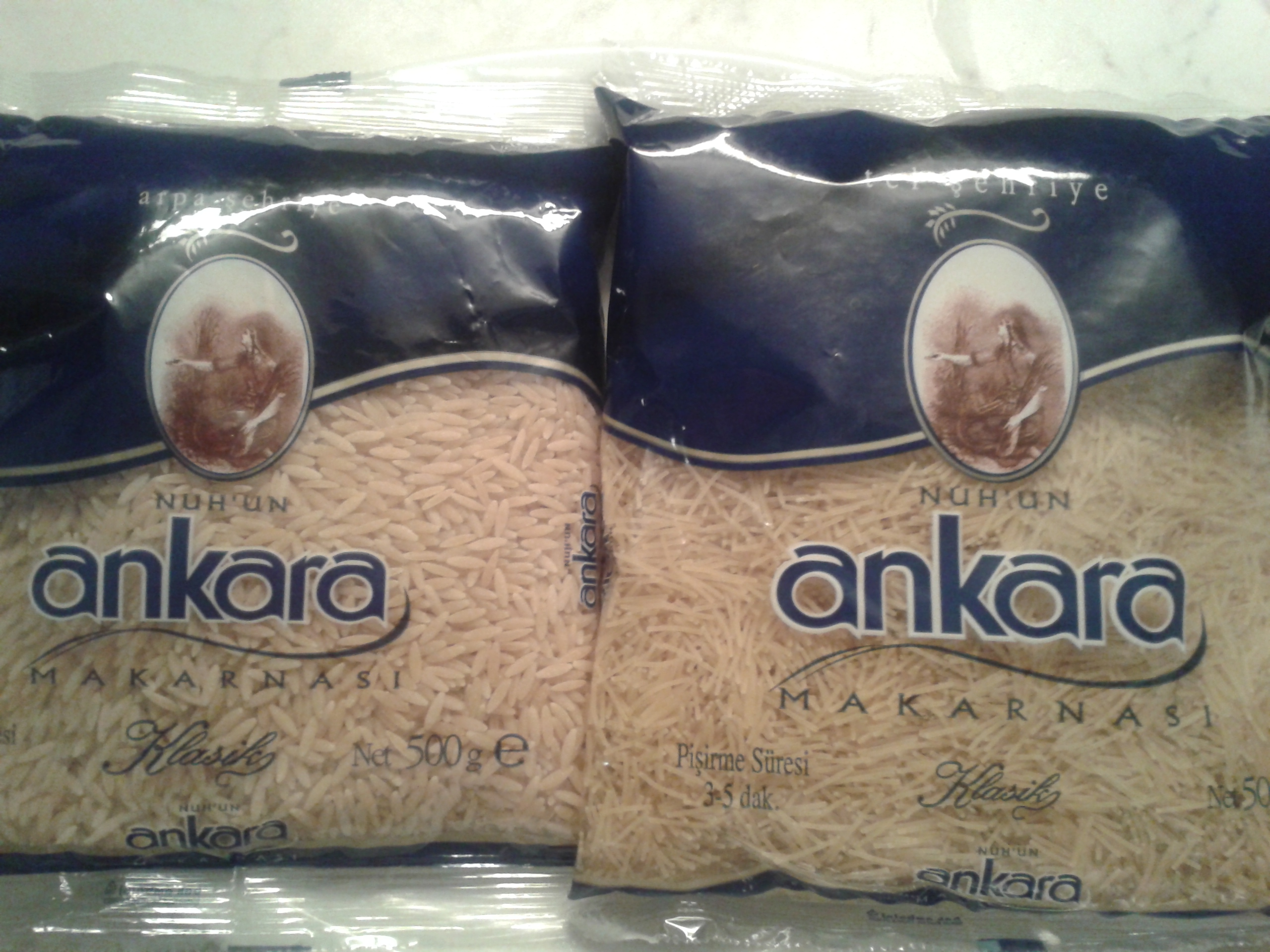
텔 셰흐리예와 아르파 셰흐리예

셰흐리예(튀르키예어: şehriye)는 튀르키예 요리에 사용되는 얇거나 작은 파스타를 일컫는 말이다. 이탈리아의 파스티나와 비슷한 개념이다.

## 종류
- 텔 셰흐리예(tel şehriye): "텔"은 "철사"라는 뜻이다. 아주 얇은 실같은 파스타로, 초르바 등에 넣는다. 이탈리아의 카펠리 단젤로와 비슷하다.
- 아르파 셰흐리예(arpa şehriye): "아르파"는 "보리"라는 뜻이다. 보리쌀 모양 파스타로, 필라프, 앙카라 타바 등을 만드는 데 쓴다. 이탈리아의 오르조와 비슷하다.

## 사진

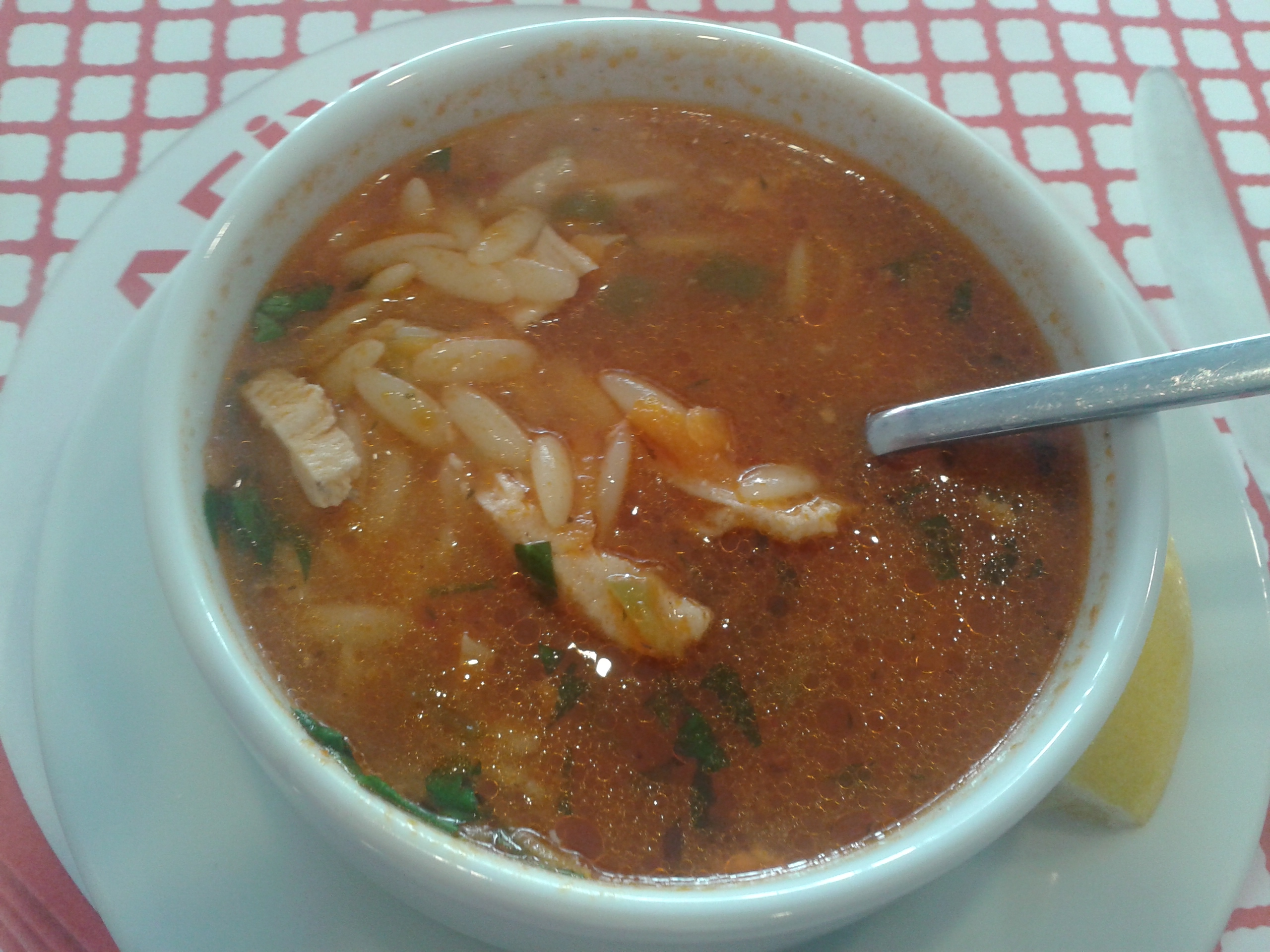
아르파 셰흐리예 초르바
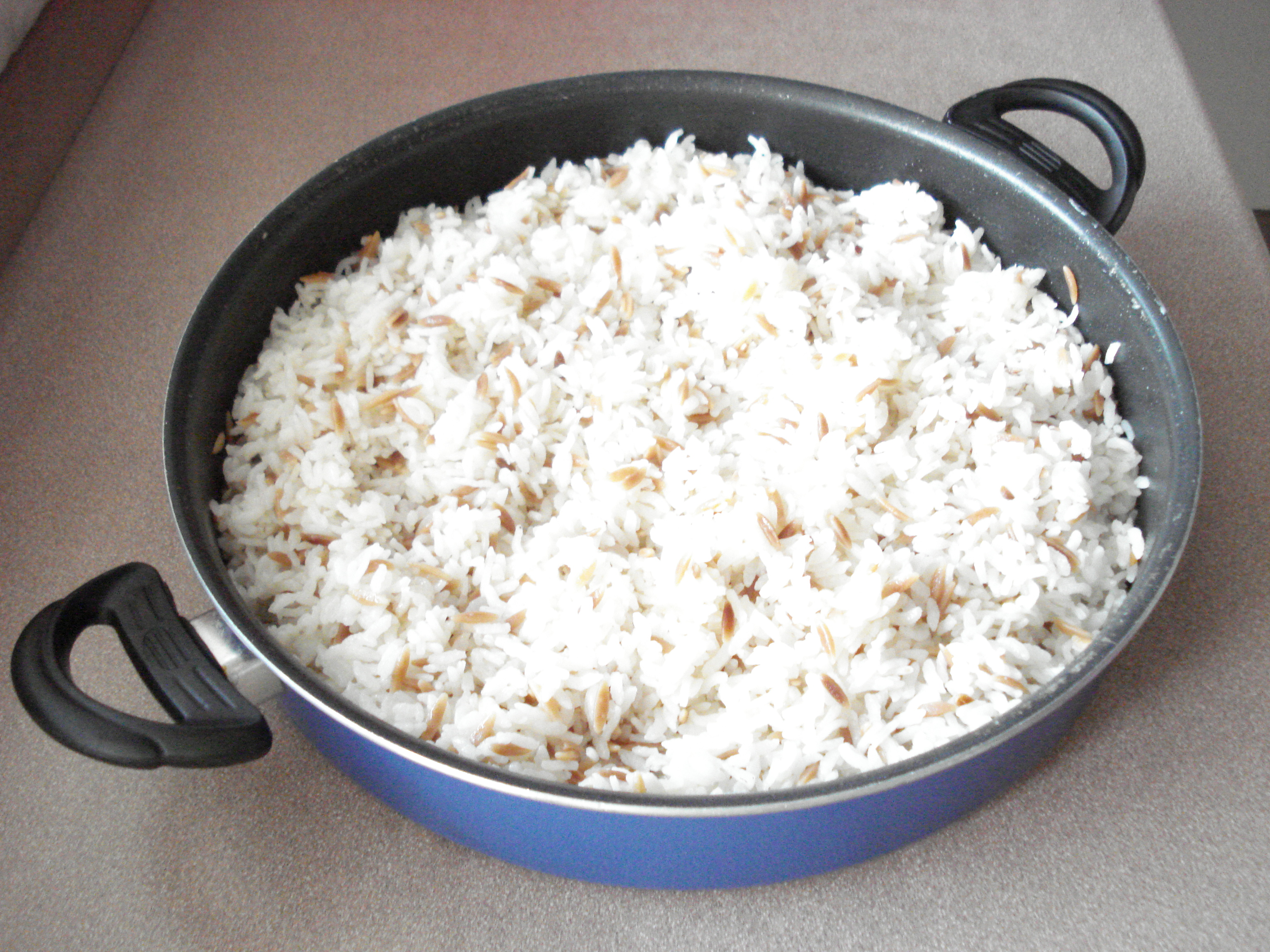
아르파 셰흐리예 필라프
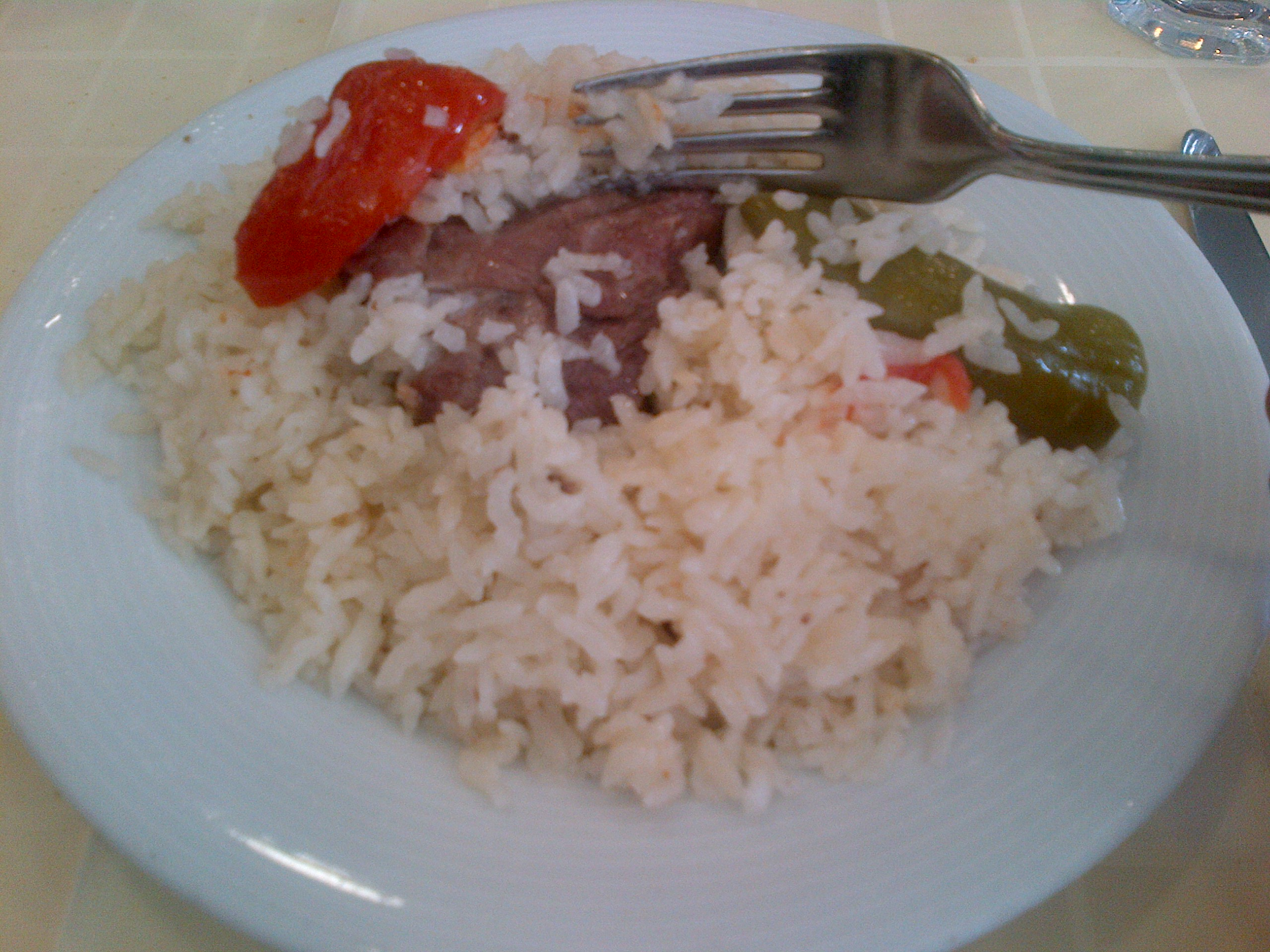
앙카라 타바
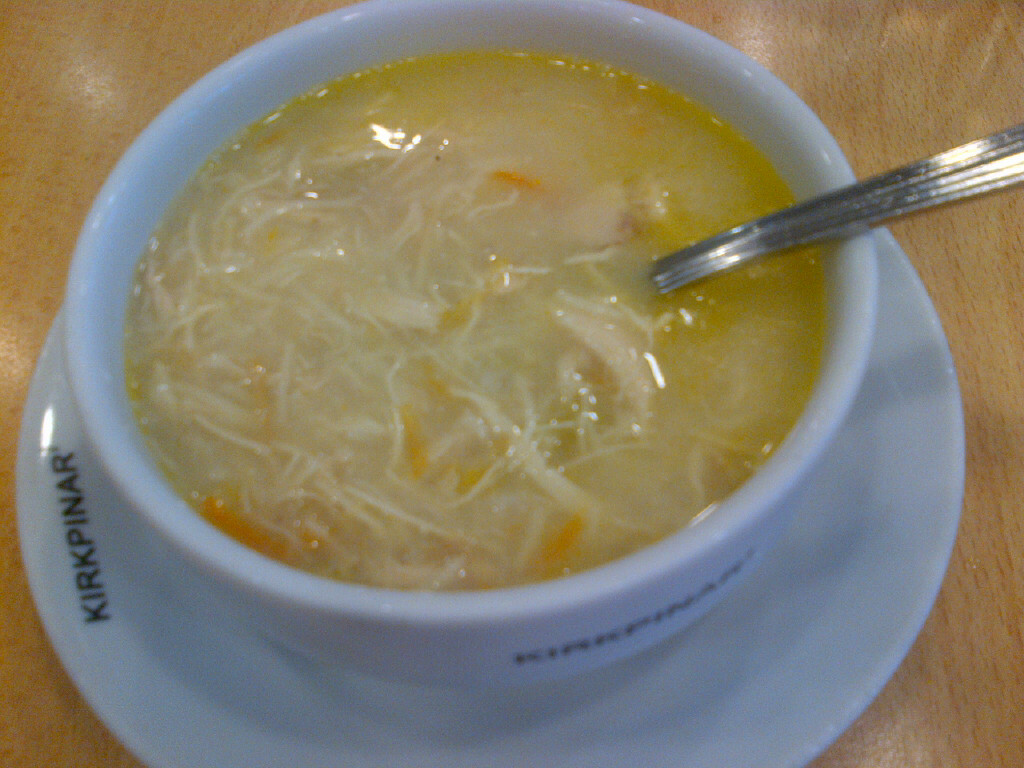
텔 셰흐리예초르바

## 같이 보기
- 파스티나